# 도시 교통정보 시스템
도시 교통정보 시스템(Urban Traffic Information System, UTIS)는 도로상에서 차량탑재장치(OBE: Onboard Equipment)와 노변기지국(RSE : Roadside Equipment)간에 무선 통신으로 교통정보등을 주고받기 위해 대한민국에서 개발된 지능형 교통정보 시스템(ITS) 기술의 하나이다.
05년부터 경찰청과 자치단체가 합동으로 구축하는 첨단 교통인프라로, 전국 주요도시에 교통정보센터와 유무선 통신망, 기지국, CCTV, VMS(가변전광판) 등 기반시설을 설치하여 교통정보를 수집하고 경찰청 중앙교통정보센터에서 이를 통합하여 전국단위 교통정보를 생산한다. 생산된 정보는 인터넷 홈페이지(www.utis.go.kr), 교통정보 안내전화(1644-5000), 스마트폰 앱(교통알림e)를 통해 국민에게 직접 제공하며, 다양한 경로로 보다 많은 사람들이 이용할 수 있게 인터넷 포털, 통신업체에 간접 제공하고 있다.

## 기술 개요
UTIS는 채널당 10MHz의 점유대역을 가지고 OFDM방식의 변복조를 이용하며 채널당 실효전송속도는 최소 3Mbps이상이다. 통신이 가능한 거리는 국가별 출력제한 법규 및 안테나 이득 허용기준에 따라 다르며, 대한민국에서 5.725~5.825GHz 대역을 사용할 경우 6개의 채널을 사용할 수 있고 가시거리가 확보된 상태에서 1Km까지 통신이 가능하다.
UTIS MAC은 빠른 접속과 방송 그리고 양방향 통신을 동시에 지원하는 방식이다. 이는 ITS에 최적화되어 있어 단거리 전용 무선 통신(DSRC)의 빠른 접속이 가능하며 방송기능을 가지고 있다는 장점과 무선랜처럼 고속 양방향 통신이 가능하다. UTIS MAC은 단말의 기지국 접속에 있어서는 GCF(Group Codination Function)을 사용하며 양방향통신은 PCF(Point Codination Function)방식을 사용한다.
UTIS는 GCF 방식의 접속 알고리즘을 사용하며 접속하고 PCF 방식으로 데이터를 교환하므로 무선랜이나 대한민국의 능동형 DSRC 방식보다 보다 도심 도로 환경에서 기지국과 차량간의 정보교환 능력을 높일 수 있다. 즉, 도심 도로의 긴 정체 구간에 수십, 수백대의 많은 차량간에 무선송신패킷의 충돌 없이 교통정보를 원활히 수집, 배포할 수 있다.
UTIS는 무선랜의 인증과정이 없어 차량이 이동중에 신속하게 접속하고 정보를 교환 할 수 있도록 설계되어 있는데, 통상 2~3msec내에 기지국과의 접속과 전송이 이루어진다.
노변기지국이 설치된 장소의 교통상황에 맞게 자원분배를 조절하게 되는데, 방송의 경우 교통정보센터에서 5분단위등 특정주기마다 보내주는 실시간 교통정보/공익정보등의 데이터를 버퍼링하고 있으면서 업데이트되기 전까지는 동일한 내용을 계속 반복 송출하는 방식이며, 양방향 통신은 양방향통신을 원하는 단말의 요청을 수락하면서 시작되고 통신영역에서 벗어나면 자동으로 연결이 해제되는 방식을 사용한다.
이웃하는 기지국이 있는 경우 UTIS 백그라운드스캔 동작을 통해 사전에 인지하여 원활한 핸드오프가 일어난다.